# 熊本大洋百貨火災
熊本大洋百貨火災（日语：大洋デパート火災），是1973年11月29日發生於日本熊本縣熊本市的重大火災事故，造成103人死亡。

## 历史
大洋百貨為地下一層，地上九層的建築，當時為熊本最熱鬧的百貨公司。
起火點位於二樓與三樓樓梯間的貨物，起火的原因從來沒有確定。由於正在進行的施工工作，消防水噴淋系統沒有發揮效用。在百貨公司員工中，10男36女以及3名兼職女工和3名男性建築工人死亡；在顧客中，16名男性和32名女性死亡。死亡原因大部分為一氧化碳中毒和窒息死亡。 43名男性和77名女性受傷。

## 外部連結
- 特異火災事例・大洋デパート (PDF) - 消防防災博物館
- 大洋デパート火災。103人焼死、デパート火災で最大の惨事 - 西日本新聞(アーカイブ)
- 参議院会議録情報 第072回国会 地方行政委員会 第1号
- 熊本・大洋デパート火災 - NHKニュース（動画・静止画） NHKアーカイブス （页面存档备份，存于）
- 화재보험비교사이트 （页面存档备份，存于）